# Wołycia (rejon teofipolski)
Wołycia (ukr. Волиця) – wieś na Ukrainie, w obwodzie chmielnickim, w rejonie teofipolskim. W 2001 roku liczyła 831 mieszkańców.
Do 1945 roku miejscowość nosiła nazwę Wołycia Lachowećka (ukr. Волиця Ляховецька).